# よろずやベガス
『よろずやベガス』はあまのしん作の漫画。『電撃PlayStation付録電撃4コマ』に連載されていた。
『電撃4コマ』Vol.24より連載開始、Vol.76にて完結（全40話）。2008年2月29日メディアワークスからコミックス第1巻が発売、2009年5月29日にコミックス第2巻が発売。

## あらすじ
「よろずやベガス」店員ハルと幼馴染のササミ、勇者見習いエナを中心に非日常世界の日常を描いていく4コマストーリー漫画。

## 世界観
いわゆるファンタジーゲーム風の世界だが「写真」や「電話」「テレカ」等があったり「雑誌」が発行されていたり「フィギュア」や「ガレージキット」等現実世界のものも入り混じった独特な世界が描かれている。

## 用語

### 地名・施設・組織等
よろずやベガス
ハルの兄の「女性勇者とお近づきになりたい」という不純な動機から開業された、店主一人店員一人の「勇者（女性専用）の為の万屋」。しかしほとんど思いつきで始めたため店舗は無く、当初は街道沿いの道端で風呂敷を広げて露天商いをしていた上、商品も家にあった不要物であった。
その後オルガの助言を受け「客から注文を請けてから商品の調達を行う」というスタンスで営業していたが、様々な経験・体験を通し商品の不備や対応の遅さを痛感し、「自身が商品」すなわち「冒険者の代わりに雑用を引き受ける」という営業スタイルに転換、いわば「万販売屋」から「万請負屋」に。
タカノの店に依頼箱を設置して仕事を募集していたが、タカノが「ナズナの知り合いだ」と吹聴したため、「ヨモギパーティーへの手紙の配達」の依頼が大量に舞い込んだ。
エナの仲間として勇者を目指す事になり閉店。
タンドリア王国
ハル達の暮らす国。
タンドリア城
城下町を擁するタンドリア王国の中心地で軍の本部もある。
高級ゴーレムが保管されている。
タンドリア王国軍
シバとルゥが所属している。現在判明しているだけでも最低13番隊まで存在し、要請を受け出動する他、パトロールや治安強化キャンペーン等も行う。
軍士官学校（的な所）
文字通り軍士官の育成を主な目的とする、と思われる組織。戦士科・魔術科等がある。
国立図書館
街に在る「生物」「料理」から「魔術」まで膨大な量の蔵書を誇る。
ハルの兄が「戦う女性」関係の調べもののためによく利用する他、オルガやタマルも常連の模様。
ギルド
冒険者の登録・ランク管理、討伐・護衛・おつかい・採取等様々なクエストの斡旋等を行う組織。
Cランク以上でないと討伐クエストは受けられない。
山の麓の西の森
オルガが住む森。推奨レベル18 - 20
希少なモンスターが生息していたり、ここにしかない薬草が生えているため様々な冒険者が訪れる。
オルガの畑
オルガがハーバルマジックに必要な上級者向けの薬草を育てている。
森の奥の人目に付き辛い場所に在るが、リンコに場所が知られている。
街外れの教会
タマル及び彼女がつかう動物・魔獣が暮らしている。
聖気に満ちているので悪属性の者は近づくだけで消耗する。
その内部にはコレクションケースに収められたフィギュア・ガレキがそこかしこに展示されている。
タンドリア北修道協会
タマルが所属する協会。
問題児のタマルに手を焼いているが、強硬手段に出る事も。
BAR TAKANO
タカノの店。昼は食事処、夜は酒場をやっていて一日中忙しいが、休日は設けている。
御多分に漏れず冒険者達が集まるので、ハル達はよろずやとして注文を請けようとしたがタカノにいいように使われてしまった。
酔ったルゥに破壊されかけた事がある。
エヒメがウェイトレスのバイトをしている。
万請負屋業時代のベガスの拠点だった。
アマゾネスの村
トリ達半人半獣（ケンタウロス）の希少種が住む村。
度々、トロルに襲われ村が貧窮し「ミョルニル」を扱える者を探して、何度もギルドにトロル討伐クエストを依頼している（今までに依頼を受けた冒険者は逃亡したり、片手を無くしたり、トロルに連れ去られたりしている）。
自分達さえ安全なら余所者を平気で見捨てたり、ミョルニルを扱える者を見付けたら村の護人にしようとする。
なお、村人全員同じ格好をしている。
スラム街
治安が悪く、違法な売買が横行している。悪属性の人々がほとんど。

### アイテム
ポーション
瓶入りの青色の液体。さんとりぃ製。元ネタはポーション。
ROMビキニ
その名の通りCD-ROMで作ったビキニ。実はセーブデータ集。
ひのきのぼう
鍋蓋の盾
鍋の兜
守りのバンダナ
「駆け出しの勇者には立派な武具」との兄の言葉を受けベガスの商品ラインナップに入れていたが、オルガに「自宅で調達出来る」と一蹴された。
10tハンマー
何か物足りなさを感じ「10t」と書いてみただけの唯の木槌。元ネタはシティーハンター。
目玉草
通常花に相当する部位が目玉な植物。植物ながら「観る」事と「移動」ができる。
森の奥に群生している・全て同じ方角を向いている・人間を見付けると逃げ出す、という性質のため、採取するには特定のルートで迂回して背後を取らねばならないが、道がややこしいため「方向音痴には絶対取れない」と言われている。
しかし皮肉な事に目玉草は道案内する性質があるため、方向音痴な冒険者の必需品でもある。
植物故に採取後一定時間で枯れてしまう。ルゥがシバに「目玉草で作った首飾り」を渡そうとしていた。
増強剤
一時的に身体能力が強化される薬。しかし効果が切れた際に反動があり、かつ依存性もあるので多用すると危険。
特にオルガの調合した物は効果が強い半面反動も強い、また奇妙な副作用がありハルはテンションUP、エナは垂れた。
兄笛
吹くとハルの兄がどこからともなく現れる。
等身大ヨモギちゃんドール
録り下ろしのボイス機能付き。
ハルの兄が観賞用・保存用と2体買ったためベガスが借金を背負う事となる。
限定生産300体で発売1週間で売り切れたため、今や定価の倍以上で取り引きされるレアグッズ。
兄の観賞用は50万相当の手付けとしてセリの手に渡り、その後タマルの教会に寄贈された。
メルキデスの魔導書
究極魔法の呪文や神を操る儀式、等の国家機密クラス以上の内容の書かれた禁断の魔法書。
かつてオルガの師匠が持っていたが、現在はタマルの教会に保管されている。
ヨモギちゃんワンコインフィギュア
1箱500G 全6種 ノーマル4種 レア2種
その中身は付属の本のみが違うという詐欺まがいの商品である。
更に全生産量分の1冊のレアが「メルキデスの魔導書」だった。
月刊 勇者DE萌王
勇者に関する様々な記事の書かれた月刊誌。
しかし勇者以外にも「戦う女性」全般を取り扱っている。
兄及びタマルの愛読書で最近ササミも読み始めた。元ネタは電撃萌王。
黒コショウ
その辺で普通に買える香辛料。
媚薬
「胸キュンな出会いが出来て、メロメロな夜を過ごせて1か月くらい体が火照らなくて済む」薬。
主な材料はネズミの死体、毒カエル、墓石の塵、マンドラゴラ。
タカノの店にてナズナに頼まれ、オルガの協力を得て作成した、ベガス受注商品第1号。
リセット
オルガの調合した、飲むとそれまでの人生の全ての記憶が失われる薬。
ミョルニル
通称「トールのハンマー」。
使い手の力量を問わず常に最高の破壊力を発揮する、特にトロル等の巨人族に対して有効な槌。
子供用かと思わせるほど小さいので主に投げて使用するが「必ず投げた者の手へ戻ってくる」うえ、「手へ戻る際も最高の破壊力を発揮する」という最悪の性質を持つため、ほとんど使いこなせる者がおらず、脆い。
カワニシケン作ヨモギちゃんボトルキャップ
非売品販促グッズ。
ハルの兄が行きつけの本屋のレジ前に飾ってあったのを頼み込み譲ってもらったが、同好の士の証としてタマルに譲渡された。
七つ葉のクローバー
魔術系ダメージを少し肩代わりする、護符代わりに用いられる植物。
「手に入れやすつい」とのトリの助言でハルの魔法防御力の低さを補う（ついでにベガスの商品に加える）べく入手を試みたが生息地にはもれなくゴルゴンオックスがいるため、結局手に入れられなかった。
実は「手に入れ易い」とは「普通に店で売っている」という意味だった。
羽兜
光のこて
聖者のマント
対ミニパンちゃん（兄）戦向けに城下町のよろずやでシバがエナのために購入した子供用防具（ただし羽兜はサイズが合わないのでキャンセル）。
防御力・闇耐性は総じて高いが動き辛く素早さが激減してしまった。
聖剣エクスカリバー
最強の剣。
この世界では強すぎるため、個人所有されず「なんらかの組織」に管理され要請を受け一定期間貸し出されている。
アイアンソード
最強が駄目なエナがエクスカリバーのレンタルを拒否したため、軍から貸し出された普通の剣。
ヨモギヴィネ
全4種、近日発売。
モンスター除けの香水
強烈な臭いでドラゴンすら寄り付かなくなる。
紅のオルゴール
奏でる曲ごとに異なる効果をもたらす。
- No.88「狂戦士の歌」

バーサク状態にする。

### 魔法・技
桃白白
使用者:シバ&ルゥ
ルゥが丸太等を投げシバがそれに乗り上空の相手に攻撃する連携技。
アドヴェント
使用者:タマル
聖職者専用特許魔法。
忍術 蔦固め
使用者:リンコ
地面から蔦が伸び、小範囲の相手に絡み付き身動きを封じる。
カエル変化の術（正式名称不明）
使用者:リンコ
その名の通り相手をカエルに変え、魔女のキスでしか元に戻らない（リンコ談）。
なお、カエルになっても喋れるが、一種の呪いのため施術後時間が経過すると解けなくなる。
闇魔法 混沌の槍
使用者:オルガ
広範囲にランダムでステータス異常を与える。
秘技 破邪閃光剣
使用者:シバ
殺意の波動に目覚めたオルガを正気に戻した技。
初級聖魔法 「悔い改めよ」
使用者:タマル
名前通り相手に悔い改めさせる。ダメ人間ほどダメージが大きいらしい。耐え抜かれる場合あり。
衝撃波
使用者:盗賊団員
その名の通りパンチに合わせて衝撃波を起こす技。ただし反動でしばらく動けなくなる。MP-15p。
土遁の術
使用者:リンコ
土の中に潜り身を隠したり、待ち伏せ等に利用する術。
変身魔法
その名の如く様々な形態に変身する魔法。
- 竜化

使用者:オルガ
「メルキデスの書」第7章第3節に記載されている禁断魔法。
名の通り竜に変身するが、オルガは1分しか持たない。
属性が逆になる魔法（正式名称不明）
使用者:セリ
その名の通り対象の属性を正反対に変えてしまう魔法。
この魔法を掛けられたオルガはアザがクロスになり、ホウキにも乗れず、聖気を放つようになってしまった。

### モンスター
ヘビーモス
一般的に中ボスクラスのはずだが、スラム街で密売されようとしていた。
人間の言葉がわかるらしい。
ケルベロス
一般的に中ボスクラスのはずだが、タマルによって教会で飼われている。
伍長クラスの軍人では歯が立たないらしい。
スケルトン
髑髏に角が2本生え、首から下にマント状の布を纏っている（中身は不明）。
アマゾネスの村への道中で3体襲ってきたがトリに瞬殺された。
トロル
見た目は愛らしい熊のようだがとても凶暴。
動きはあまり速くない。
アマゾネス達の会話からある程度の知性がうかがえる。
ゴルゴンオックス
見た目は羊の角の付いた牛。
七つ葉のクローバーの生息地に群れで生息している、とても凶暴なモンスター。
ゴーレムをねじ伏せられるくらいに成長したハルとエナの二人掛かりでも歯が立たないほど強い。
かつて若き日のタマルも敗北している。
ミニパンデモドキ
A - Sランクギルダー推奨のモンスター、通称ミニパンちゃん。
ハルの望む「強い勇者」を自ら体現しようとしたタマルが挑んだ。
元からそういう種族なのか、たまたまそういう個体なのかは不明だが、複形態で第2形態で触手が生え、第3形態で目からビームが出る。
ギーブル
ドラゴンの情報を求めていたナズナのため、ハル達がオルガと師匠の協力を得て調べ上げたドラゴンの一種。

### その他
勇者
この世界では明確な職業として存在している模様。
ゴールド
この世界の通貨単位。硬貨と紙幣が存在する。省略表記は「G」。
魔女
この世界では存在自体が悪とされている。
小動物や昆虫型のアザ・傷痕・疣等の「魔女の印」が体のどこかに浮き出る、と言われている。
見つかると軍に強制連行され下僕になるか、命を取られるかの二択しかない（オルガ談）。
魔法
他の技術（忍術・聖魔術・治癒術）は「術」と表記される。
ゴーレム
性能毎に等級が設けられている。
基本は素体状態で術者によって姿形・行動原理（場合によっては人格も）が与えられる。
お約束通り起動した個体には「emeth」と書かれているが、消しても停止するだけで崩壊等はしない模様。
古の双剣
かつて英雄エギルが使った2本の名剣「ナズ」と「ドラグヴァンデル」の総称。
コアなヨモギちゃんファンは彼女の両腕的存在のナズナ・セリの事をこう呼んでいる。
ゾンビ化
特定モンスターの攻撃を受けると陥る状態異常の一種。
伝染性がありゾンビ化した者の攻撃を受けた者もゾンビ化してしまう。
専用の回復薬を服用する以外にも教会で治して貰えるらしい。
比較的ポピュラーな状態異常らしく回復薬はその辺のよろずやで売っており、ゾンビ化無効の装備品もある。
なお、ゾンビ化中はダメージ無効効果あり。
ダンジョン以外の宝箱
Sランクの冒険者のみが勝手に調べ、持ち帰る事が許されている。
ただしAランク以下の冒険者が手を出せないように様々な罠が仕掛けられている事も多い。
なお、この世界では「良い宝箱」を用意するのがセレブ達のステータスの一つになっている。
魔王
この世界では度々倒されてはその都度数年後に復活するらしく、今何代目かもよくわかっていないらしい。
最近では8年前に倒されており、セリ曰く「8年もすれば復活する」らしい。

## 登場人物

### よろずやベガス関係者
ハル ♀
よろずやベガス唯一の正式な店員。本作の主人公。
のんきで少々天然。
重度のブラコンで兄の存在・言葉は絶対で「の゛っ!」等口癖・リアクションにも多大な影響が見られる他、記憶を失った際の口調も兄のそれだった。
戦える人＝全て勇者だと思っている。オルガ曰く「戦える人間に出会える運」を持っているらしい。
5年前から両親が旅に出ており、生活能力の無い兄と二人暮らしのためか「本能的に食用の可否が解る」「空腹等に陥るとハントモードになる」「マトモに薬が利かない」等、ほとんど野生児の如き能力・体質を誇る。
衣・食・住・兄の事しか考えていなかったり、愛情表現が「噛み付き」だったり、カエル化に憧れたりと精神的に幼い面も。
自身の潜在能力に兄の言葉とトリの指南を受け、着々と強くなっており力技でゴーレムを捩じ伏せるほどに、更にはどうやらやんわりとドラゴン討伐をしたいらしい（更にゴルゴンオックスへのリベンジも）。
魔法防御はからきし駄目だが慣れで克服しつつある。
兄に言われて始めたベガスだが様々な人々との出会いから自分の意志で続け、新たなベガスの方向性も自ら切り開いた。
「万請負屋業」パシリの繁盛には、充実を感じていた。
エナの誘いを即答で受け、兄の了承も得てベガスを辞め冒険者になる。
ササミ ♀
ハルの幼馴染。メガネ・ニーソ担当。skill手当Lv.2。
クールな性格だが天然なハルを心配し色々世話を焼いている。
読書家で様々な知識でハルをサポートする。
ポーカーフェイスでよほどの事がないと表情に出ない。
基本的に無口だが人見知りが原因らしい。
ハルの兄が苦手で「ササピー」と呼ばれている。カエルも苦手。
よろずやベガスのチラシを見て出向いたが、それは道端で風呂敷を広げただけのハルだったため、その後なし崩し的に手伝う事に。
どんどん強くなっていくハルに「置いていかれるのでは？」という危機感を覚えていたが、真意を知ってからは今まで以上に力になるため、更なる知識の習得に加え魔道書にも目を通している。
「パシリ」の繁盛には、そこはかとなく疑問を感じていた。
エナの誘いを受け、冒険者に。
兄さん ♂
ハルの兄、一応よろずやベガスの店長。skillゆるがない心Lv.1。超記憶。
勇者オタク（女性限定）が高じ店を開いた。密かにギルド登録者。
愛読書は「月刊 勇者DE萌王」等。
甲斐性無しのニートでハルがいないとご飯も食べない始末。
本人はオタクであることを否定し「女性勇者を尊敬し純粋なキモチで力になろうとよろずやを始めた」と言っているが、その実女性勇者にお近づきになるのが目的なようで、ベガスもハルに任せきりである。
一番好きな勇者は「ヨモギちゃん」だが、とある一件以来オルガの事が気になってしまい魔女、更には「全ての戦う女性」まで対象が拡大してしまったため、金銭・時間共にますます足りなくなっている。
「勇者」中心の言動でハルを振り回すが、一応兄として気に掛けてはいる。
色々と駄目な人格だがロリコンではなく、対象年齢は18歳以上。
ハル同様マトモに薬が利かない体質である。
自分の事を男前だと思っており、「世の全ての女性は自分に気がある」とも思っている節があるが、実際は女性との接点が希薄なため直接の交流は苦手。
ゾンビになっても相変わらずだが、何故かミニパンちゃんを使役していた。
初活躍も片翼を持ってかれた。
ハルから「よろずやを辞め勇者を目指す」と言われ自身の真の気持ちに気付き、ベガスの閉店を認め、応援する事にし早速グッズ展開を画策する。
エナ ♀
見習い勇者。weapon剣。skill勇者センサーLv.0.8「くらい」。オートチャーム。
純真無垢でけなげ。
体が小さく、未熟だが一人前の勇者になるべく日々精進を重ねており「栄養満点」「訓練・特訓」の類の言葉に敏感。
よろずやベガスの最初の客だが、ほとんどよろずやベガスの店員と化していた。
とある勇者の元で見習いをしているが、おつかいでベガスを尋ねた事からハル達と出会い以後一緒に行動するようになる。
その幼さと健気さとでタマルを筆頭に様々な大人に愛でられているが、モンスターに対してもチャーム効果を発揮する。
ハルが強くなっていくので「自分も早く強くならなくては」と焦りを感じているがドーピングや強い装備等の「ズル」は嫌い。
リゼットと再会後、友情を育む。
セリから聞いた「強くなる秘訣」に基づきハルとササミとパーティーを組み、ついに剣を装備した。しかし年齢制限のため、いまだギルド登録できずにいる。

### 軍関係者
シバ＝ジューク ♀
タンドリア王国軍6番隊隊長。class剣士。weapon剣。
初の女性隊長に抜擢されるほどの実力者で責任感が強くカリスマ性もあるのだが、致命的なまでの方向音痴でコンプレックスにもなっている。
2年前のある任務の最中に迷子になり、自身の不甲斐無さを痛感しそのまま姿をくらましていた。
元々は方向音痴では無かったが、とある原因で方向音痴になってしまった。
ハル達と出会った際は1か月ほど森をさまよっていた。
剣技だけでなく魔法も少し使えるらしい。
オルガの正体に気付いているが「悪人では無いしハル達が悲しむから」と見逃している。
ファンシー趣味だが隊長としての威厳を保つため、部下達には内緒にしており、ぬいぐるみだらけの自室は最後の砦である。
面倒見の良さから来る心配性ゆえ、アメとムチのムチばかりの厳しい態度で接してしまうため、ハル達に若干の苦手意識を持たれていた。
「月刊 勇者DE萌王」の企画「勝手に座談会 叱ってほしいのだーれだ!!」に名が上げられていた。
原因が解消され方向音痴は治った。
ルゥ＝バードン ♀
タンドリア王国軍6番隊副隊長。class狂戦士。weapon特に選ばず。
視力が悪いが戦士故か眼鏡ではなくコンタクトを愛用している。
軍士官学校（仮）時代からの先輩であるシバを敬愛し彼女の方向音痴をことさら心配しているが、かえってコンプレックスを刺激してしまっている。
2年前に失踪したシバが必ず戻ってくると信じて隊長への就任を断っていた。
本来は女性らしい言葉遣いだが軍隊の副隊長という立場から「〜である」といった口調にしている。
狂戦士故非常に力が強くあまり出力調整が得意ではなく、更に酔うと全く制御出来無くなり辺りを破壊してしまう。
当初はシバに付き添う形でハル達と係わっていたが、現在では自身もハル達の事を気に掛けている。
方向音痴の治ったシバの背中を頼もしく思い、後を追いかけている。
13番隊伍長 ♂
メルキデスの魔導書の噂を聞き付けタマルの教会へやってきた。
運良く入手に成功するが、帰り道でタマルの操るケルベロス達に襲撃され戦意喪失し「見つからなかった事」にして逃げ帰った。
本部の軍人 ♂
ゴーレム発見の報を受け6番隊のキャンプにやってきた。
ケルベロスには歯が立たない。
ボス 雄
シバ探索のスペシャリスト犬。
フローラルミントの香りが好き。

### ギルド関係者
ヨモギ ♀
人気No.1の美少女勇者（未成年）。class勇者。weapon剣（二刀流）。
好物は肉。特技はドラゴン退治。
「月刊 勇者DE萌王」等様々な雑誌で特集が組まれたり関連グッズもたくさん出ている等の凄まじい人気を誇るが、本人はその人気を全く自覚していない。
ナズナ曰く「ものっそい純情」。
ナズナ ♀
タカノの店にてハル達に媚薬調達を頼んだSランク冒険者。class弓使い。weapon弓矢。自称「淑女」。通り名は「ナズ」。
店の常連でタカノの事を「ターさん」と呼ぶ。
タカノから「儲けてる」と言われたり、体中に生傷が絶えなかったりで凄腕と目されていたが、実際にミニパンちゃんを一撃で倒すほどの腕前の持ち主。
普段は飄々としているがリーダー（ヨモギ）の事になると取り乱してしまう。
永らく本名が明かされず「媚薬の人」扱いだったが、28話（Vol.56）にて本名とヨモギのパーティーメンバーである事が判明した。
Sランクの弓使い同士故かヘラクレーヌと交友がある。
セリ ♀
ヨモギのパーティーメンバーのSランク冒険者。class魔術師。weapon杖。skill無詠唱。通り名は「ドラグヴァンデル」。
ナズナ曰く「おカタイ金庫番」。シバ曰く「壮大で堅実」。
軍士官学校（仮）魔術科・治癒魔法専攻クラス主席卒でシバとルゥの先輩。
なんでも請け負うというハルに「100万G」を依頼、報酬としてオルガに掛けた魔法を解いた。
エナに「強くなる秘訣」を授けた。
エヒメ ♀
Dランク冒険者。class剣士。weapon大剣。skillバーサク。通り名は「ヒメ」。
トロルも倒せるほど剣の腕が立ち（ただし自称）、討伐クエストの成績は良いがその他のクエストが苦手で、かつ己が正義を貫くあまり方々に迷惑をかけまくっているため総合ランクが低く、ろくでもないクエストしか回ってこない。
「悪を倒せば世界が良くなる」との思いだけで突き進む「Faith値が異常に高い」のだが、他人に「バカ」と言われる事が大嫌い。
「魔女は悪だから」という理由だけでオルガを狙っていたが、ハル達を介した交流と自分の名前を覚えていた事から一時休戦とした。
いつも仮面を付けているが外すと端麗な容姿をしているが、鎧や剣を装備していないと落ち着かない。
図書館での一件で更に評価が落ち、今まで以上にクエストが回ってこなくなりシバの紹介でタカノの店で看板娘として（？）働いている。
トロル目当てでアマゾネスの村へ魚を土産に入り浸っている。
「悪の気配を感じて」オルガの師匠と出会うが「喋る猫」として交流を深めてしまったため、正体を知っても戦う事が出来ず悩んでいたが自分なりの答えを見出した。
リンコ ♀
Cランク冒険者。class忍者。weaponくない。skill忠義の心。一時称号「寝返リンコ」。
元は盗賊団付きの忍だったがエヒメに倒され「忍は自分で善悪の判断が出来無い、なら私の傍にいろ」と言われそれ以来「ヒメ」と呼び慕っている。
「ヒメ」至上主義で全ての行動原理がエヒメのため（とリンコが思う事）である。
悪属性でエヒメ曰く「破廉恥」な言動を平然と行うが悪意は特に無い。
子供向け報酬計算として「相手の左ポケットの中身」という請求方法をハル達に教えた。
干され気味の「ヒメ」に代わりギルドに新規登録しランク上げに勤しんだ結果エヒメを越えCランクに上がった。
ヘラクレーヌ ♀
Sランク冒険者。class弓使い。weapon弓矢。通り名は「ヘレン」。
「月刊 勇者DE萌王」の「萌的レビュー弓使い編」にてナズナに次いで紹介されていた人気冒険者。
その美貌や優美な挙措で勇者オタクのみならず老若男女問わず絶大な人気を誇る。
タカノの店で唯一人出入り禁止にされている冒険者。
Sランクの弓使い同士故かナズナと交友がある。
受付のおばさん ♀
ハルの傷の手当てをしてくれたり、何も商品のないベガスのために餞別をくれた良い人。

### ベガスの客
リゼット ♀
お嬢様、改めプリンセス。語尾に「〜だわ」を付ける。
行方不明のペットの兎に8000Gの賞金を掛けるほど金銭感覚がズレている。
スラム街での取り引きの情報を聞きつけ直接取り戻そうとしてベガスに装備品を買いに来る。
一見ただのわがままのようだが「自分の大切なモノは自分自身が勇者になって守る」という意志からの行動であった。
「勇者のため」というハルとスラム街行きを交代しベガスの店員代理としてエナと出会い「修行」という名目で遊び、友達になる。
ハルの事を「てんちょ」、ササミの事を「めがねえさん」と呼ぶ。
ブルジョワの嗜みと、エナとの友情のために宝箱と罠の設置に熱意を燃やす。
ステハン ♂
リゼットの家の執事。
そもそもペットの兎を逃がしたのは彼らしい。
ネガティブ思考だが生への執着は物凄い。
久々に登場しても相も変わらずだが、とんでもないものを盗まれてしまった模様。

### その他関係者
オルガ ♀
西の森に住む魔女。class魔女（ランクC）。weapon下級魔法。特異アビリティ（殺意の波動時のみ）ショートチャージ。呪耐性☆☆☆。
生足・ファンタジー分担当。
普段は丸メガネだが、2Pカラー時はアンダーフレームメガネを掛ける。
基本属性は悪なので他人を屈服させる事でカルマ値が上昇するが、反面光・聖・善などが苦手、また誉められたり素直な態度・感情に接するのも苦手。
他人を困らせて喜んだりと素直ではないが、他人に期待されたり頼られたりした事が無いので頼まれると断れない性格。
モンスターを操る薬や増強剤を作ったり等ハーバルマジックが得意で、専用の薬草畑を所有している。
森の番人として（基本的には）森を探索するに足る力を持たない者を追い払っている。
口が悪くエヒメを筆頭に口癖のように「バカ」「バカヒメ」と呼ぶ他、タマルを「腹黒シスター」「エセシスター」と呼んだりするが、ハル達3人のことはちゃんと名前で呼ぶ。
かつては師匠と共に暮らしていたが、ある日突然旅に出てしまいオルガ本人は見離されたと思っていた。そのため今後独りで生きていくための拠り所として「メルキデスの魔導書」を求めていたが、ハルの言葉で何か心境の変化があった模様。
とある一件以降ハルの兄は天敵と化している。また、その際「殺意の波動」に目覚めた。
魔女らしく箒で空を飛ぶが、飛行中は箒に体重が掛かるが箒自体はただの箒なので耐加重量以内でないといけない。また持ち上げる重量に比例して魔力を消費するので毎日測定して体重維持に努めている。
師匠は初恋の相手で、そばにいると緊張してダメダメになってしまっていた。現在は「思いを封印している」との事だが相変わらずダメダメ気味。
次第にハル達に感化され素直になりつつある。少なくともハル達の事は気に掛かる。
最初の頃はちゃんと料金を請求していたが、ハル達のためのタダ働きが板につきつつある。
ハル達が入り浸るようになったが来客用の食器やお菓子のレシピ本を用意したりしているので満更でもないよう。
とある修行を達成し師匠より「メルキデスの魔導書」の内容を習い始め、着々と禁断魔法を習得している。
ハル達に乗せられ（？）禁断魔法を使用した際にセリに感知され「危険因子」と見なされ「属性が逆になる魔法」を掛けられてしまったが、紆余曲折を経て解除された。
冒険者になったが何をすれば良いのかわからないハル達に頼られ、拠点にされている。
謎の女の子 ♀？
アップルパイの匂いに惹かれてタマル主催のお茶会中のハル達の前に現れた。
目つきと口が悪く、警戒心が強く他人を寄せ付けない態度がオルガを彷彿とさせる。
その正体は師匠に依り幼い頃（メガネになる前、ササミ曰く「すれる前」）のオルガの人格が付与された高級ゴーレム。「meth（汝は死んだ）」と唱えられると一時停止する。
サ行の発音が苦手で「し」が「ち」に、また「な」が「あ」になってしまう。
師匠 ♂
オルガの師匠の年齢不詳のイケメン黒魔術師。class黒魔術師（ランクS）。weapon最上級魔法。
軍により8000000Gの賞金が懸けられている。
突拍子も無い言動をする無茶苦茶な性格だが、実力があるため大概の事はどうにかしてしまう。
右目に眼帯をしているが、曰く「通りすがりのドラゴンにちょっかいだしたら持ってかれた」との事だが、いまだに暇潰しにドラゴンを見に行ったりしているらしい。
悪属性なはずだが、オルガとは正反対でとても感情表現がストレート。
ある日置き手紙一通を残しオルガを置いていなくなったが、それは「とある修行」のためだった。
「メルキデスの魔導書」の内容は全て覚えており上記の修行を達成したオルガに伝授を約束した。
軍に見付からないように猫の姿に化けていたがオルガの頼みでしばらく猫の姿のままでいる事になった、が本人も猫の姿を気に入っており、魚獲り等猫としての暮らしにハマっている。
魚獲りしていた際にエヒメに襲われ、思わず声を出してしまったが「喋る猫」と思われ交流を深めていたが「カンが鈍った」と落ち込むエヒメのため正体を明かす。
酒はからきし弱い。
オルガと共に冒険者になったハル達を見守る。
タマル ♀
街外れの教会に住むタンドリア北修道協会所属のシスター。class魔獣使い。weapon聖魔術。
フェミニストで男嫌い。
女性・特に女の子には非常に優しく接するが、昔不良だった名残か男相手だとヤンキーの如き態度に変わるが、目の前に女の子がいてもそうなので、ある意味「裏表は無い」といえる。
聖職者故、聖魔術が使えるが魔獣使いとしての能力の方が高く鳥・蛇・土竜等の普通の動物からケルベロスまで使役する。
お茶会（出席者女性限定）が大好きで、ことある毎に開催している。供されるお菓子は全て彼女の手作り。
本作品中ハルの兄に匹敵するマニア。もっとも彼女はフィギュアマニアで同好の士を見つけると「コンパチ派かノーコンパチ派か」と聞く癖がある。
ハルの兄と遭遇した際は紆余曲折の果てに友情ED（？）を迎えた、が彼が「ハルの兄」だという認識はない。
オルガに対しては聖職者として云々よりもハル達に懐かれている事を嫉妬している。
冒険者になったハルをモデルに遂にフルスクラッチフィギュアに手を出す事に。
オババ ♀
タマルの教会の前の主。故人。
かつて荒れていたタマルを助けシスターへと導いた。
シスターという生き方・教会・魔獣使いの力とケルベロス・サングラス等たくさんのモノをタマルに遺した。
タマルのお茶会好きとお菓子作りも彼女からの影響で、更にフィギュア趣味のきっかけも作った。
タカノ ♀
BAR TAKANOの店主。
面倒見の良い姉御肌だがイジワル好き。物事を直ぐに恋愛方面に持って行こうとする等、中身はほとんどオッサン。
オルガの提案を受け「勇者を探して注文を請ける」べく街を歩いていたハル達に「黒コショウ」を求めて声を掛けた事から知り合う。
軍を便利屋の如く軽軽しく呼ぶため、今では6番隊しか要請に応じてくれなくなってしまっている。
仲直りの方法＝熱い抱擁、等多少ズレた感性の持ち主だが（自覚が無いのかイジワルかは解らないが）さも当然の如く他人に説く。
「祭と稼ぎ時は見逃さない」性格で差し入れと称して軍に酒を納入するがちゃっかり請求書も添付している。
人格に多少難はあるが、人を見る眼は確か。
トリ ♀
半人半獣（ケンタウロス）のアマゾネス。weapon鞭。
ハルが勢いで請けてしまったAランククエスト「トロル討伐」の依頼主。
2本脚の人間形態と4本脚のケンタウロス形態とを自由に換えられる。喜ぶと尻尾や耳が動く。
ハルを村の戦士として育てようとしている内に育成の楽しさに目覚めてしまい、今やすっかりシミュレート狂に。
現在ハルとは文通相手となっているが、手紙越しで未だ育成計画を練り続けている。
ハルの残した「食べられる物ノート」で自足生活を営んでいたが、今までに無い飽食生活で村人達がメタボ予備軍になってしまったため、現在では村人達のダイエット計画を立てて育成願望を満たしている。
ハル達が冒険者になった事を知り並々ならぬ育成への情熱を燃やす。

### その他
エギル ？
生涯2本の剣のみで戦ったと伝えられる伝説の英雄。
シヴァルツネガー ♀
シバッと参上シバッと解決。classせいぎのみかた。weaponゆうしゃのけん。
ライフラインの範囲内、地域限定の正義のヒロイン。
どこの誰だか知らないが、実は誰もが知っている。
強盗団長 ♂
ランク:A。属性:悪。
弟分を引き連れ希少なモンスターの毛皮を狙って西の森にやってきた。
オルガを倒し森に入ったが森のモンスターに歯が立たず、這々の体で逃げ帰った。
かけだし勇者 ♂
ランク:B。属性:善。
親友の怪我を治すため、西の森にしか生えていない薬草を求めて訪れる。
傷付いたオルガを見て「また今度にしますか？」と気を使うほど良い人。
しかし森を探索するに足る力を持たないためオルガに追い払われた。
盗賊団員 ♂
リンコが盗賊団を抜けた事を知らずにいたため、騙されてしまった。
思わぬハルの反撃に苦戦し衝撃波を放ったが、反動で動けず結局逃げられてしまった。

## 書誌情報
- あまのしん『よろずやベガス』メディアワークス〈電撃コミックス EX 4コマコレクション〉
  1. ISBN 978-4-8402-4228-8
  2. ISBN 978-4-04-867926-8